# ستيف كين (اقتصادي)
ستيف كين (بالإنجليزية: Steve Keen)‏ هو اقتصادي أسترالي، ولد في 28 مارس 1953 في سيدني في أستراليا.